# 高樂聖
高樂聖（英語：Michael Klosson，1949年8月22日—），美國前外交官，歷任美國駐塞普勒斯大使、美國駐香港及澳門總領事、美國國務院立法事務首席副助卿等職。自外交界退休後，於美國華盛頓擔任救助兒童會政策及人道救援國際項目副總裁。

## 經歷

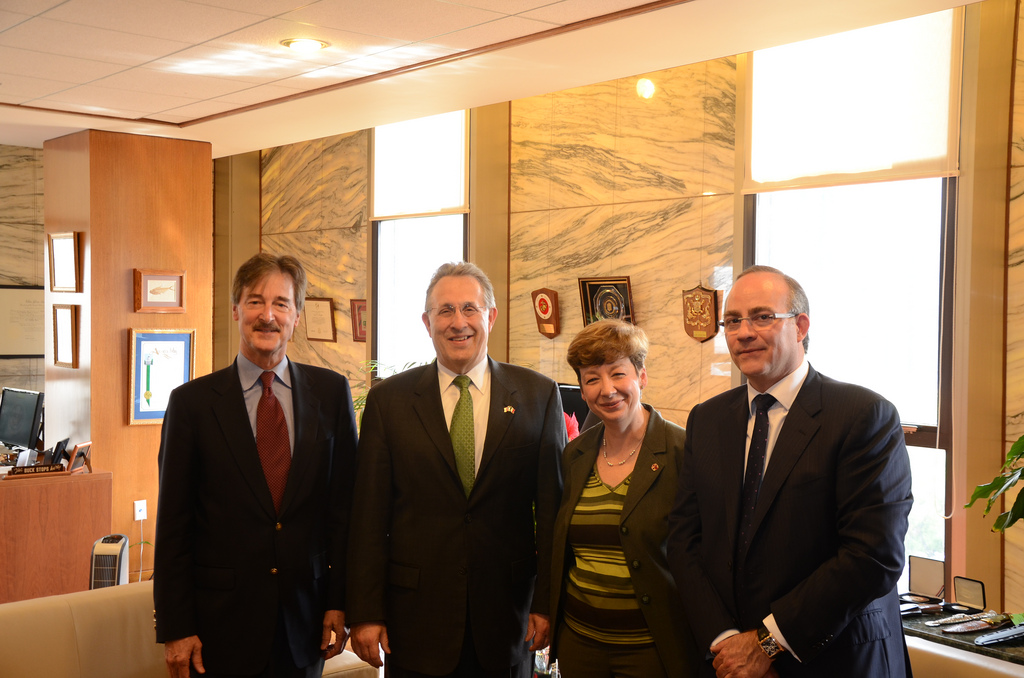
高樂聖（左）擔任救助兒童會政策及人道救援國際項目副總裁任內，與美國駐墨西哥大使館厄爾·安東尼·韋恩及墨西哥救助兒童會幹部合影，2012年

高樂聖於1971年畢業自汉密尔顿学院，同年至1972年間曾於香港浸會學院教授英文及現代中國史。1974至1975年獲得普林斯頓大學政治學及國際關係學雙碩士學位，通曉中文、法語及瑞典語。
加入國務院後，高樂聖在1975年至1981年間先後到臺灣的前美國駐中華民國大使館及華盛頓特區的國務院亞太局、日本事務處等單位任職。1981年至1983年間，替兩任國務卿亞歷山大·海格和喬治·普拉特·舒茲擔任特別助理，隨後在泰德·甘迺迪參議員的幕僚團隊中擔任國務院研究員，為期9個月。
1984年至1987年間，高樂聖重返國務院，任歐洲安全暨政治事務處副處長，專司北大西洋公約組織及歐洲安全與合作組織業務。1990年至1996年間則先後出掌美國駐瑞典大使館副館長及美國駐荷蘭大使館副館長職位。1996年至1999年間，高樂聖晉升為國務院立法事務首席副助卿，與美國國會就區域政治議題進行合作，包括北約擴大、波士尼亞、科索沃、中華人民共和國等事務。1999年至2002年間改任駐香港總領事，領導15個美國政府駐港機構，2002年至2005年間轉任駐賽普勒斯大使。離開外交界後，正式於2007年加入救助兒童會服務。